# ماشادو ده أسيس
چواكيم ماريا ماتشادو دي أسيس، روائى وقاص برازيلي ولد في 21 يناير، 1839 في ريو دى جانيرو وبها عاش وتوفي؛ ويعد الأب الحقيقى للأدب البرازيلى الحديث، ومؤسس الأكاديمية البرازيلية للآداب ورئيسها حتى وفاته في 29 سبتمبر، 1908 عن عمر يناهز 69 عاماً، تاركا وراءه إرثاً خالداً وبصمة مضيئة على فن الرواية الغرائبية تربى عليه أكثر من جيل في البرازيل.
وهو على الرغم من شهرته في بلده الأصلي؛ إلا أن أعين المترجمين للأسف لم تتنبه لإبداعاته إلا من فترة قريبة؛ ناقلة بذلك نتاجه الفريد إلى أغلب لغات الأرض كواحد من الكتاب العظام الذين لايستغنى عن الأطلاع على ماتركوه من أرث قصصي وروائي لتفتح الباب على مصراعيه للولوج إلى تيارات الرواية الحديثة، بفضل القدرة الفائقة لماشادو ده أسيس على مزج الواقعية بالخيال المحض، وانتباهه إلى سحر العمق النفسي في الشخصية الإنسانية وتنوع مشاعرها وتناقضاتها.
يعتبر كثير من النقاد أن ماشادو ده أسيس أهم كاتب واقعي في أدب أمريكا اللاتينية. وتجلت براعته بشكل واضح في روايتيه الشهيرتين «في ذكرى رابح صغير» التي كتبها عام 1881 و «دوم كاسمورو» التي فرغ منها في عام 1900 وبههما تجلت براعة فائقة في التشخيص والتقنية القصصية استحق لأجلها أن يكون من قادة الحركة الواقعية في أدب أمريكا اللاتينية جنباً إلى جنب مع «ألبرتو بلَسْت غانا» و «بَلْدوميرو ليلو» وكلاهما من تشيلي، و «كلورندا ماتّو دو تيرنر» من بيرو، و «يوجنيو كامباسيريس» من الأرجنتين، و «فدريكو غامبوا» من المكسيك.
يعد ماشادو ده أسيس أحد رواد المدرسة «البارنسية Parnassianismo» والمذهب البرناسي والواقعية والطبيعية في الأدب البرازيلي. وتربو مجلدات أعماله الكاملة على واحد وثلاثين مجلدا، غير أن شهرته العالمية تقوم على إنتاجه الروائى والقصصى والشعرى منذ 1880وحتى وفاته، وتقوم بوجه خاص على رواياته:
- مذكرات براس كوباس يكتبها بعد وفاته.

- غرفة اللقطاء غرفة الأطفال الرُّضَّع المتروكين في مستشفى.
- كينكاس بوربا (أو «الفيلسوف أم الكلب؟»). ووضع ترجمتها بالعربية الأستاذ سامى الدروبى.

- دون كازمورو (وتسمى أيضا «دوم كاسمورو») والتي صدرت عن الهيئة المصرية العامة لقصور الثقافة وترجمها الأستاذ خليل كلفت، وتدور أحداث هذه الرواية حول قصه حب بين صبي "بنتو" وصبيه "كابيتو" وبعد أن يتغلب الحب علي التحدي الكبير الأول "وكان نذراً دينياً نذرته والدة الصبي بأن تجعل ابنها قسيساً وكان يتناقض مع تفتح وانتصار قصه الحب، يدمر التحدي الكبير الثاني "الشك في إخلاص كابيتو" ذلك الحب وكذلك طرفين، ويتحول الصبي العاشق إلي دون كازمورو "المنسحب إلي داخل نفسه" ليروي قصة الحب بعد أربعين سنة. تعالج هذه الرواية مسائل وقضاياه معقده منها الايمان والحقيقة والفن والدين والسياسة. وبها درس ماشادو ده أسيس مستويات الغيرة لدى البشر وأكتناه طبيعة الواقع وحقيقته من خلال السؤال الفلسفي المهم عما يؤكد الواقع وماهو الفارق بين الحقيقة وأوهام الخيال. وكانت الطبعة الأولى لترجمة الرواية صدرت منتصف التسعينيات من القرن الماضي عن دار إلياس العصرية.

- في ذكرى رابح صغير

## روابط خارجية
- ماشادو ده أسيس على موقع IMDb (الإنجليزية)
- ماشادو ده أسيس على موقع الموسوعة البريطانية (الإنجليزية)
- ماشادو ده أسيس على موقع إن إن دي بي (الإنجليزية)
- ماشادو ده أسيس على موقع ديسكوغز (الإنجليزية)
- ماشادو ده أسيس على موقع قاعدة بيانات الفيلم (الإنجليزية)